# Дейлик Христина Дмитрівна
Дейлик Христина Дмитрівна (нар. 10 березня 1993, Полтава) — українська акторка театру та кіно. Грає у Київському малому драматичному театрі.

## Життєпис
Христина Дейлик народилася в Полтаві 10 березня 1993 року. Навчалась у театральній студії і не бачила себе в жодній іншій професії, крім акторської. Тому вступила та у 2015 році закінчила Київський національний університет театру, кіно і телебачення імені Івана Карпенка-Карого (творча майстерня Дмитра Богомазова). Працювала у Київському академічному театрі драми і комедії на лівому березі Дніпра та Київському академічному театрі на Липках. З 2017 року грає у Київському малому драматичному театрі. З 2019 року співпрацює з «Диким Театром».
Свою першу головну роль у кіно зіграла у фільмі «Вулкан» режисера Романа Бондарчука. Вона зіграла бойову місцеву дівчину Марушку, яка живе із батьком в невеличкому містечку на Херсонщині. До цього з'являлася на екрані лише в невеликих епізодах: "Капітанша-2, «Пес-3», «Особиста справа».

## Ролі

### В Малому театрі[4]
| - Оля у виставі «Холодна м'ята» - Зоя Марківна у виставі «Мать його» - Князівна Анастасія у виставі «Місце для дракона» - Маклена Граса у виставі «Маклена Граса» - Актриса у виставі «120 ударів на хвилину» | - 2018 — «Вулкан» — Марушка; - 2020 — «Сага» — Аллочка. - 2023 — «Киснева станція» — Сафінар; |